# Unterseeboot 461
Le Unterseeboot 461 (U-461) est un U-boot type XIV utilisé par la Kriegsmarine pendant la Seconde Guerre mondiale.

## Historique
Comme tous les sous-marins de type XIV, l'U-461 est un ravitailleur de sous-marins. C'est une « vache-à-lait » (Milchkuh) de la U-bootwaffe (force sous-marine), de grands sous-marins capables de ravitailler en combustible diesel, en torpilles, en pièces détachées, en vivres (25 t). Il dispose de personnel médical et de spécialistes (mécaniciens de torpille, radios ou mécaniciens généralistes).
De juin 1942 à juillet 1943, l'U-461 réalise six missions de ravitaillement qui approvisionnent 75 U-Boote.
Il est coulé le 30 juillet 1943 par des charges de profondeur lancées par un Sunderland australien (Squadron U/461) piloté par le Flight Lieutenant Dudley Marrows dans le golfe de Gascogne au nord-ouest du cap Ortegal à la position géographique de 45° 33′ N, 10° 48′ O. 
53 membres d'équipage meurent pendant cette attaque, qui laisse quinze survivants.

## Affectations
- 4. Unterseebootsflottille du 30 janvier 1941 au 30 juin 1942 à Stettin en Pologne pendant sa période de formation
- 10. Unterseebootsflottille du 1er juillet 1942 au 31 octobre 1942 à la base sous-marine de Lorient en tant qu'unité combattante
- 12. Unterseebootsflottille du 1er novembre 1942 au 30 juillet 1943 à la base sous-marine de Bordeaux en tant qu'unité combattante

## Commandement
- Kapitänleutnant Hinrich-Oscar Bernbeck du 30 janvier 1942 au 21 avril 1942
- Korvettenkapitän Wolf-Harro Stiebler du 22 avril 1942 au 30 juillet 1943

## Navires coulés
- L'Unterseeboot 461, ayant un rôle de ravitailleur de sous-marin et n'étant pas armé de torpilles, n'a ni coulé, ni endommagé de navires pendant ses 6 patrouilles.